# Pervomaiski (Belorétxensk)
Pervomaiski - Первомайский (rus) és un possiólok del krai de Krasnodar, a Rússia. Es troba a la vora esquerra del Bélaia, afluent del riu Kuban. És a 18 km al nord-oest de Belorétxensk i a 58 km al sud-est de Krasnodar. Pertanyen a aquest possiólok els possiolki de Verkhnevedeneievski, Prototxni, Vissotni, Ganjinski i Komsomolski (Belorétxensk).